# Halvdan högben
Halvdan Högben (Hálfdan háleggr) var son till Harald Hårfager och finn- eller samekvinnan Snöfrid Svåsesdotter. Han hade tre helbröder: Sigurd Oäkting (Sigurðr hrísi), Gudröd Stråle  (Guðrǫðr ljómi) och Ragnvald Likben (Rǫgnvaldr réttilbeini). Enligt Snorre Sturlasson blev snöfridssönerna förskjutna av kungen då deras mor hade visat sig vara en trollpacka, men efter ingripande av skalden Tjodulf från Hvin togs de till nåder och utplacerades till fostran i olika fylken. Halvdan hamnade i Ringerike.
Då Halvdan och brodern Gudröd blivit vuxna överföll de Ragnvald jarl på Möre och brände honom inne. Motivet för detta dåd skulle, enligt Snorre, ha varit avund över att kungen skänkt jarlen större makt än som kommit dem själva till del. Gudröd gjorde sig därefter till fylkeskung i Möre, medan Halvdan utrustade tre långskepp och seglade till Orkneyöarna där han angrep Ragnvald Mörejarls son Torv-Einar jarl, som fördrevs. Därefter lade Halvdan öarna under sig och utropade sig själv till kung.
Torv-Einar återvände emellertid på hösten, överrumplade Halvdan och tog honom till fånga på Rinansey (North Ronaldsay), varefter han ristade blodörn på hans rygg och offrade honom till Oden som tack för sin seger. Uppgiften om blodörnsristandet tycks dock vara ett rent påhitt från sagaskrivarens sida. Enligt en skaldestrof som Torv-Einar själv uppges ha författat, stupade Halvdan i strid genomborrad av spjut.
Om man får tro Snorre och Orkneyinga saga, kan snöfridssönernas angrepp mot Ragnvald Mörejarl och sonen Torv-Einar även tolkas som ett uppror riktat mot kung Harald. Nutida historiker anser det dock troligare att berättelsen återspeglar en maktkamp mellan möreätten och hårfagerätten, där kungen visserligen lyckades kväsa mörejarlarna i Norge, men gick bet i Västerhavet.